# Mathäus Jurkovics
Mathäus Ernst Jurkovics (* 27. April 1998 in Waidhofen an der Ybbs) ist ein österreichischer Volleyballspieler.

## Karriere
Jurkovics begann seine Karriere beim VCA Amstetten. 2017 nahm er mit der österreichischen Nationalmannschaft an der Volleyball-Weltliga 2017 teil. In der Saison 2017/18 gewann er mit Amstetten den österreichischen Pokal und wurde Dritter in der Liga. 2018 wechselte er zum deutschen Bundesligisten TV Rottenburg. Anschließend spielte er eine Saison beim Ligakonkurrenten TV Bühl, bevor er 2021/22 zum französischen Verein Paris Volley wechselte. Dort spielte Jurkovics drei Saisons. Seit der Saison 2024/25 steht er beim belgischen Verein Decospan Volley Team Menen unter Vertrag.